# Élections municipales de 2017 à Laval
Les élections municipales de 2017 à Laval se déroulent le 5 novembre 2017.

## Résultats[1]

### Mairie
- Maire sortant : Marc Demers

| Parti                           | Parti                              | Candidats                       | Voix    | %     |
| ------------------------------- | ---------------------------------- | ------------------------------- | ------- | ----- |
|                                 | Mouvement lavallois                | Marc Demers                     | 50 805  | 46,24 |
|                                 | Parti Laval                        | Michel Trottier                 | 22 417  | 20,40 |
|                                 | Action Laval                       | Jean-Claude Gobé                | 17 624  | 16,04 |
|                                 | Avenir Laval                       | Sonia Baudelot                  | 17 155  | 15,61 |
|                                 | Alliance des conseillers autonomes | Alain Lecompte                  | 763     | 0,69  |
|                                 | Indépendant                        | Hélène Goupil                   | 733     | 0,67  |
|                                 | Indépendant                        | Nicolas Lemire                  | 375     | 0,34  |
|                                 |                                    |                                 |         |       |
| Votes valides                   | Votes valides                      | Votes valides                   | 109 872 | 98,13 |
| Bulletins rejetés               | Bulletins rejetés                  | Bulletins rejetés               | 2 089   | 1,87  |
| Total                           | Total                              | Total                           | 111 961 | 100   |
| Abstention                      | Abstention                         | Abstention                      | 196 332 | 63,68 |
| Nombre d'inscrits/Participation | Nombre d'inscrits/Participation    | Nombre d'inscrits/Participation | 308 293 | 36,32 |

### Districts électoraux

#### Résumé
|                                 |                                    |                                 |         |       |       |        |               |  |  |  |  |  |  |  |
| Parti                           | Parti                              | Candidats                       | Voix    | %     | +/-   | Sièges | +/-           |  |  |  |  |  |  |  |
|                                 | Mouvement lavallois                | 21                              | 49 219  | 45,02 | 9,03  | 19     | 2             |  |  |  |  |  |  |  |
|                                 | Parti Laval                        | 21                              | 24 515  | 22,42 | Nv.   | 1      | 1             |  |  |  |  |  |  |  |
|                                 | Action Laval                       | 21                              | 18 866  | 17,26 | 4,09  | 1      | 1             |  |  |  |  |  |  |  |
|                                 | Avenir Laval                       | 21                              | 14 719  | 13,46 | Nv.   | 0      | en stagnation |  |  |  |  |  |  |  |
|                                 | Alliance des conseillers autonomes | 5                               | 548     | 0,50  | Nv.   | 0      | en stagnation |  |  |  |  |  |  |  |
|                                 | Indépendants                       | 4                               | 1 465   | 1,34  | 21,57 | 0      | 2             |  |  |  |  |  |  |  |
|                                 |                                    |                                 |         |       |       |        |               |  |  |  |  |  |  |  |
| Votes valides                   | Votes valides                      | Votes valides                   | 109 332 | 97,65 |       |        |               |  |  |  |  |  |  |  |
| Bulletins rejetés               | Bulletins rejetés                  | Bulletins rejetés               | 2 629   | 2,35  |       |        |               |  |  |  |  |  |  |  |
| Total                           | Total                              | Total                           | 111 961 | 100   | -     | 21     | en stagnation |  |  |  |  |  |  |  |
| Abstention                      | Abstention                         | Abstention                      | 196 332 | 63,68 |       |        |               |  |  |  |  |  |  |  |
| Nombre d'inscrits/Participation | Nombre d'inscrits/Participation    | Nombre d'inscrits/Participation | 308 293 | 36,32 |       |        |               |  |  |  |  |  |  |  |

#### Résultats individuels
| Candidat | Candidat                  | Parti               | Voix  | %     |
| -------- | ------------------------- | ------------------- | ----- | ----- |
|          | Eric Morasse              | Mouvement lavallois | 1 609 | 32,77 |
|          | Anne-Marie Bédard         | Indépendant         | 1 145 | 23,32 |
|          | Fabrice Kamion            | Parti Laval         | 1 099 | 22,38 |
|          | Micheline Boucher Granger | Action Laval        | 625   | 12,73 |
|          | Vary Jacquet              | Avenir Laval        | 432   | 8,80  |
| Total    | Total                     | Total               | 4 910 | 100%  |

| Candidat | Candidat               | Parti               | Voix  | %     |
| -------- | ---------------------- | ------------------- | ----- | ----- |
|          | Paolo Galati (sortant) | Mouvement lavallois | 2 566 | 51,17 |
|          | Alain Leboeuf          | Avenir Laval        | 918   | 18,31 |
|          | Vittorino Di Genova    | Action Laval        | 804   | 16,03 |
|          | Sylvie Richer          | Parti Laval         | 727   | 14,50 |
| Total    | Total                  | Total               | 5 015 | 100%  |

| Candidat | Candidat                     | Parti               | Voix  | %     |
| -------- | ---------------------------- | ------------------- | ----- | ----- |
|          | Christiane Yoakim (sortante) | Mouvement lavallois | 2 088 | 38,61 |
|          | Achille T. Cifelli           | Action Laval        | 1 690 | 31,25 |
|          | Christine Mitton             | Parti Laval         | 1 047 | 19,36 |
|          | Bilal Khoder                 | Avenir Laval        | 583   | 10,78 |
| Total    | Total                        | Total               | 5 408 | 100%  |

| Candidat | Candidat                 | Parti                              | Voix  | %     |
| -------- | ------------------------ | ---------------------------------- | ----- | ----- |
|          | Stéphane Boyer (sortant) | Mouvement lavallois                | 2 852 | 60,21 |
|          | Guy Lalande              | Parti Laval                        | 822   | 17,35 |
|          | Stéphane Bacon           | Action Laval                       | 620   | 13,09 |
|          | Michel Marceau           | Avenir Laval                       | 362   | 7,64  |
|          | Chafiq Amkak             | Alliance des conseillers autonomes | 81    | 1,71  |
| Total    | Total                    | Total                              | 4 737 | 100%  |

| Candidat | Candidat                | Parti                              | Voix  | %     |
| -------- | ----------------------- | ---------------------------------- | ----- | ----- |
|          | Daniel Hébert (sortant) | Mouvement lavallois                | 1 908 | 48,43 |
|          | Lissette Martel         | Action Laval                       | 812   | 20,61 |
|          | Frédérick Bertrand      | Parti Laval                        | 732   | 18,58 |
|          | Oussema Boutaous        | Avenir Laval                       | 412   | 10,46 |
|          | Cristian Bucur          | Alliance des conseillers autonomes | 76    | 1,93  |
| Total    | Total                   | Total                              | 3 940 | 100%  |

| Candidat | Candidat                    | Parti               | Voix  | %     |
| -------- | --------------------------- | ------------------- | ----- | ----- |
|          | Sandra Desmeules (sortante) | Mouvement lavallois | 1 995 | 53,16 |
|          | Chloé Thauvette             | Parti Laval         | 897   | 23,90 |
|          | Mireille Abou-Fakhr         | Avenir Laval        | 453   | 12,07 |
|          | Julius Bute                 | Action Laval        | 408   | 10,87 |
| Total    | Total                       | Total               | 3 753 | 100%  |

| Candidat | Candidat        | Parti               | Voix  | %     |
| -------- | --------------- | ------------------- | ----- | ----- |
|          | Aram Elagoz     | Mouvement lavallois | 2 197 | 41,06 |
|          | Antoine Menassa | Action Laval        | 1 109 | 20,73 |
|          | Jacques Roberge | Parti Laval         | 1 099 | 20,54 |
|          | André Naous     | Avenir Laval        | 946   | 17,68 |
| Total    | Total           | Total               | 5 351 | 100%  |

| Candidat | Candidat                  | Parti               | Voix  | %     |
| -------- | ------------------------- | ------------------- | ----- | ----- |
|          | Michel Poissant (sortant) | Mouvement lavallois | 2 927 | 50,45 |
|          | Gilles Boudreau           | Parti Laval         | 1 341 | 23,11 |
|          | Maria Grillo              | Avenir Laval        | 868   | 14,96 |
|          | Diane Pagé                | Action Laval        | 666   | 11,48 |
| Total    | Total                     | Total               | 5 802 | 100%  |

| Candidat | Candidat                 | Parti               | Voix  | %     |
| -------- | ------------------------ | ------------------- | ----- | ----- |
|          | David De Cotis (sortant) | Mouvement lavallois | 3 395 | 57,53 |
|          | Fabio Interdonato        | Parti Laval         | 1 099 | 18,62 |
|          | Marie-France Pelletier   | Action Laval        | 750   | 12,71 |
|          | Stefanie Alessia Covello | Avenir Laval        | 657   | 11,13 |
| Total    | Total                    | Total               | 5 901 | 100%  |

| Candidat | Candidat                              | Parti               | Voix  | %     |
| -------- | ------------------------------------- | ------------------- | ----- | ----- |
|          | Jocelyne Frédéric Gauthier (sortante) | Mouvement lavallois | 2 432 | 45,54 |
|          | Michel Cantin                         | Parti Laval         | 1 165 | 21,82 |
|          | Rachel Demers                         | Action Laval        | 874   | 16,37 |
|          | Beby Beaubrun                         | Avenir Laval        | 869   | 16,27 |
| Total    | Total                                 | Total               | 5 340 | 100%  |

| Candidat | Candidat                 | Parti               | Voix  | %     |
| -------- | ------------------------ | ------------------- | ----- | ----- |
|          | Isabella Tassoni         | Mouvement lavallois | 2 064 | 43,83 |
|          | Pierre Anthian (sortant) | Parti Laval         | 1 903 | 40,41 |
|          | Vania Atudorei           | Action Laval        | 381   | 8,09  |
|          | Anwar Abilmouna          | Avenir Laval        | 361   | 7,67  |
| Total    | Total                    | Total               | 4 709 | 100%  |

| Candidat | Candidat              | Parti               | Voix  | %     |
| -------- | --------------------- | ------------------- | ----- | ----- |
|          | Sandra El-Helou       | Mouvement lavallois | 2 486 | 52,65 |
|          | Lynda Briguene        | Avenir Laval        | 936   | 19,82 |
|          | Viviane Monette       | Action Laval        | 879   | 18,61 |
|          | Jean Coupal (sortant) | Parti Laval         | 421   | 8,92  |
| Total    | Total                 | Total               | 4 722 | 100%  |

| Candidat | Candidat                         | Parti               | Voix  | %     |
| -------- | -------------------------------- | ------------------- | ----- | ----- |
|          | Vasilios Karidogiannis (sortant) | Mouvement lavallois | 2 015 | 45,31 |
|          | Zitta MC Hake                    | Avenir Laval        | 1 023 | 23,00 |
|          | Sayed Melhem                     | Action Laval        | 877   | 19,72 |
|          | George Adamou                    | Parti Laval         | 532   | 11,96 |
| Total    | Total                            | Total               | 4 447 | 100%  |

| Candidat | Candidat                    | Parti               | Voix  | %     |
| -------- | --------------------------- | ------------------- | ----- | ----- |
|          | Aglaia Revelakis (sortante) | Action Laval        | 2 083 | 47,00 |
|          | Grace Ghazal                | Mouvement lavallois | 1 220 | 27,53 |
|          | Dimitrios Tzikas            | Avenir Laval        | 670   | 15,12 |
|          | Jeanine El Turk             | Parti Laval         | 401   | 9,05  |
|          | Mowafak Nassani             | Indépendant         | 58    | 1,31  |
| Total    | Total                       | Total               | 4 432 | 100%  |

| Candidat | Candidat             | Parti               | Voix  | %     |
| -------- | -------------------- | ------------------- | ----- | ----- |
|          | Aline Dib (sortante) | Mouvement lavallois | 2 245 | 47,05 |
|          | Stefano Bramos       | Action Laval        | 1 074 | 22,51 |
|          | Alain Leclair        | Avenir Laval        | 827   | 17,33 |
|          | Hanane Nasr          | Parti Laval         | 452   | 9,47  |
|          | Peter Koutroumanis   | Indépendant         | 174   | 3,65  |
| Total    | Total                | Total               | 4 772 | 100%  |

| Candidat | Candidat                  | Parti               | Voix  | %     |
| -------- | ------------------------- | ------------------- | ----- | ----- |
|          | Ray Khalil (sortant)      | Mouvement lavallois | 2 083 | 38,57 |
|          | Liane Dufour              | Parti Laval         | 1 390 | 25,74 |
|          | Nicolas Macrozonaris      | Action Laval        | 1 094 | 20,26 |
|          | Prabhjinder Nagra         | Avenir Laval        | 746   | 13,81 |
|          | Xavier Ducharme-Moussaoui | Indépendant         | 88    | 1,63  |
| Total    | Total                     | Total               | 5 401 | 100%  |

| Candidat | Candidat                 | Parti                              | Voix  | %     |
| -------- | ------------------------ | ---------------------------------- | ----- | ----- |
|          | Nicholas Borne (sortant) | Mouvement lavallois                | 2 526 | 45,86 |
|          | François Pilon           | Parti Laval                        | 1 138 | 20,66 |
|          | Josée Trépanier          | Avenir Laval                       | 981   | 17,81 |
|          | Cesar Augusto Maldonado  | Action Laval                       | 676   | 12,27 |
|          | Cynthia Leblanc          | Alliance des conseillers autonomes | 187   | 3,40  |
| Total    | Total                    | Total                              | 5 508 | 100%  |

| Candidat | Candidat          | Parti                              | Voix  | %     |
| -------- | ----------------- | ---------------------------------- | ----- | ----- |
|          | Yannick Langlois  | Mouvement lavallois                | 2 508 | 47,55 |
|          | Grégoire Bergeron | Parti Laval                        | 1 171 | 22,20 |
|          | Kathy Barrette    | Action Laval                       | 817   | 15,49 |
|          | Yassine Tobdji    | Avenir Laval                       | 658   | 12,48 |
|          | Allison Rodrigues | Alliance des conseillers autonomes | 120   | 2,28  |
| Total    | Total             | Total                              | 5 274 | 100%  |

| Candidat | Candidat                | Parti                              | Voix  | %     |
| -------- | ----------------------- | ---------------------------------- | ----- | ----- |
|          | Gilbert Dumas (sortant) | Mouvement lavallois                | 2 837 | 45,39 |
|          | Nancy Cabana            | Parti Laval                        | 1 916 | 30,66 |
|          | Khalid Ould El Gadia    | Avenir Laval                       | 724   | 11,58 |
|          | Bianca Bozsodi          | Action Laval                       | 689   | 11,02 |
|          | Ricardo De Oliva        | Alliance des conseillers autonomes | 84    | 1,34  |
| Total    | Total                   | Total                              | 6 250 | 100%  |

| Candidat | Candidat          | Parti               | Voix  | %     |
| -------- | ----------------- | ------------------- | ----- | ----- |
|          | Claude Larochelle | Parti Laval         | 3 256 | 47,14 |
|          | Ziaad Ghantous    | Mouvement lavallois | 1 835 | 26,57 |
|          | Robert Bordeleau  | Action Laval        | 1 210 | 17,52 |
|          | Assia Karaiskos   | Avenir Laval        | 606   | 8,77  |
| Total    | Total             | Total               | 6 907 | 100%  |

| Candidat | Candidat                   | Parti               | Voix  | %     |
| -------- | -------------------------- | ------------------- | ----- | ----- |
|          | Virginie Dufour (sortante) | Mouvement lavallois | 3 431 | 50,81 |
|          | Andréanne Fiola            | Parti Laval         | 1 907 | 28,24 |
|          | Marie-Louise Beauchamp     | Action Laval        | 728   | 10,78 |
|          | Hassan Khoder              | Avenir Laval        | 687   | 10,17 |
| Total    | Total                      | Total               | 6 753 | 100%  |

#### Élections partielles
- Élections organisées le 24 novembre 2019 en raison du décès du conseiller Gilbert Dumas le 20 août 2019[2]

| Candidat | Candidat             | Parti               | Voix  | %     |
| -------- | -------------------- | ------------------- | ----- | ----- |
|          | Michel Trottier      | Parti Laval         | 1 501 | 35,30 |
|          | Bruny Surin          | Mouvement lavallois | 1 419 | 33,75 |
|          | Francine LeBlanc     | Action Laval        | 1 251 | 29,40 |
|          | Khalid Ould El Gadia | Avenir Laval        | 724   | 11,58 |
|          | Gabriel Vellone      | Progrès Laval       | 84    | 1,34  |
| Total    | Total                | Total               | 4 254 | 100%  |